# Regierungsbezirk Stuttgart
Regierungsbezirk Stuttgart är ett av det tyska förbundslandet Baden-Württembergs fyra regeringsområden (tyska Regierungsbezirk). Området har 4 154 223 invånare (2019) och en yta på 10 556,85 km². Huvudstad är Stuttgart.

## Geografi
Regeringsområdet ligger i nordöstra Baden-Württemberg och gränser till Regierungsbezirk Tübingen i söder, Regierungsbezirk Karlsruhe i väster och förbundslandet Bayern i norr och öster (Regierungsbezirk Unterfranken, Regierungsbezirk Mittelfranken och Regierungsbezirk Schwaben).

## Administrativ indelning
Regeringsområdet består av två distriktfria städer och elva distrikt:

### Distriktfria städer
- Stuttgart
- Heilbronn

### Distrikt
| - Hohenlohekreis - Landkreis Böblingen - Landkreis Esslingen - Landkreis Göppingen - Landkreis Heidenheim - Landkreis Heilbronn | - Landkreis Ludwigsburg - Landkreis Schwäbisch Hall - Main-Tauber-Kreis - Ostalbkreis - Rems-Murr-Kreis |

## Befolkningsutveckling
| Befolkningsutvecklingen i Regierungsbezirk Stuttgart 1975–2015 | Befolkningsutvecklingen i Regierungsbezirk Stuttgart 1975–2015 | Befolkningsutvecklingen i Regierungsbezirk Stuttgart 1975–2015 | Befolkningsutvecklingen i Regierungsbezirk Stuttgart 1975–2015 | Befolkningsutvecklingen i Regierungsbezirk Stuttgart 1975–2015 |
| -------------------------------------------------------------- | -------------------------------------------------------------- | -------------------------------------------------------------- | -------------------------------------------------------------- | -------------------------------------------------------------- |
|                                                                |                                                                |                                                                |                                                                |                                                                |
| År                                                             |                                                                |                                                                | Folkmängd                                                      | Areal (ha)                                                     |
| 1975                                                           | 1975                                                           |                                                                | 3 443 890                                                      | 1 055 781                                                      |
| 1980                                                           | 1980                                                           |                                                                | 3 481 816                                                      | 1 055 788                                                      |
| 1985                                                           | 1985                                                           |                                                                | 3 467 081                                                      | 1 055 782                                                      |
| 1990                                                           | 1990                                                           |                                                                | 3 683 075                                                      | 1 055 755                                                      |
| 1995                                                           | 1995                                                           |                                                                | 3 862 311                                                      | 1 055 801                                                      |
| 2000                                                           | 2000                                                           |                                                                | 3 935 352                                                      | 1 055 761                                                      |
| 2005                                                           | 2005                                                           |                                                                | 4 007 373                                                      | 1 055 774                                                      |
| 2010                                                           | 2010                                                           |                                                                | 4 002 571                                                      | 1 055 770                                                      |
| 2015                                                           | 2015                                                           |                                                                | 4 069 533                                                      | 1 055 764                                                      |
|                                                                |                                                                |                                                                |                                                                |                                                                |